# Wissensexternalität
Der Begriff Wissensexternalitäten bezeichnet in der Volkswirtschaftslehre das wettbewerbsentscheidende Wissen als Produktionsfaktor. Ob Unternehmen von ihrem durch Forschung und Entwicklung erzeugten Wissen selbst profitieren oder ihre Konkurrenten daraus übermäßige Vorteile ziehen, ist entscheidend für die Innovationsfähigkeit vieler Wirtschaftszweige.
In der Theorie entstammen Wissensexternalitäten drei unterschiedlichen Quellen. Aus der Forschung und Entwicklungsarbeiten im Unternehmen selbst. Zweitens kann Wissen durch die Analyse der Konkurrenzprodukte ermöglicht werden. Die wichtigste Quelle ist der informelle Austausch von Informationen und Ideen. Durch dieses Zusammenwirken von Information und externen Effekten entsteht ein Spezialwissen, das dem Unternehmen als Know-how zur Verfügung steht.

## Volkswirtschaftliche Einordnung
Aus volkswirtschaftlicher Sicht produziert Wissen positive externe Effekte. Dies trifft vor allem auf Technologie zu. Beispielsweise steht durch Forschung und Entwicklung erworbener Nutzen durch Produktivitätssteigerungen im Extrem allen Marktteilnehmern zur Verfügung.
Im Grundmodell der stetigen Wachstums- und Umweltdynamik stellen die positiven externen Effekte (Wissensexternalitäten) privater Investitionstätigkeit ein Grundelement für den technischen Fortschritt dar. Wenn durch technischen Fortschritt neues Wissen – wie im traditionellen neoklassischen Wachstumsmodell – überall gleichermaßen verfügbar ist, nehmen bei Modellen mit Wissensexternalitäten die Unterschiede ab (Tendenz zur Kongruenz). In der realen Welt treten diese Innovationsprozesse in Ballungsgebieten auf. Das in diesen Zentren neu gewonnene Wissen wird in weniger leistungsfähigen Regionen erst später verfügbar.
Ein Investor muss damit rechnen, dass von ihm durch Forschung und Entwicklung erzeugtes Wissen potentiellen Konkurrenten zur Verfügung gestellt wird. Je stärker der informelle Austausch, umso mehr nimmt die Bereitschaft, in die Forschung zu investieren, ab. Aus volkswirtschaftlicher Sicht werden dann zu wenig Mittel für die Entwicklung aufgewendet. Der Ertrag, den private Forschungs- und Entwicklungstätigkeit für die gesamte Volkswirtschaft abwirft, übersteigt bei vorhandenen Wissensexternalitäten den Ertrag des investierenden Unternehmens.
Ein wichtiger Aspekt der Theorie der Wissensexternalitäten ist die Globalisierung der Märkte und Produktionsstätten. Unternehmen sind durch diesen Prozess der Internationalisierung gezwungen effizienter und technologieorientierter zu handeln, um am Markt bestehen zu können.
Dieses Phänomen beschrieb Marshall an einem Beispiel, in dem er einen Bezirk von Unternehmen derselben Branche schildert. „Die Geheimnisse des Handwerks werden nicht im Verborgenen gehütet, sondern liegen geradezu in der Luft... Gute Arbeit wird gebührend gewürdigt, der Nutzen von Erfindung und Verbesserung der Maschinen, der Abläufe und der allgemeinen Unternehmensorganisation wird umgehend besprochen; wenn ein Mann eine neue Idee umsetzt, wird sie von anderen aufgegriffen und mit eigenen Vorschlägen verbunden, sodass sie zur Quelle weiterer neuer Ideen wird.“

## Anwendungen

### Anwendung 1
Beispielsweise gehören Softwarehäuser und Datenverarbeitungsdienste, als Dienstleistungsbranchen im IKT-Bereiche, schon über mehrere Jahre hinweg zu den starken wissensintensiven Wachstumsbranchen. Charakteristisch für diese beiden Branchen sind eine höhere Ausbildung der Mitarbeiter, die Softwareintensität und die Abhängigkeit der Lokalisation von branchenspezifischen Wissensexternalitäten bzw. Branchenspezifischen Humankapitalerforderdernissen. Auffallend ist auch das hohe Wachstum der Beschäftigung in der Branche “F&E: Natur-, Agrarwissenschaft und Medizin”. Außeruniversitäre Einrichtungen wie die Akademie der Wissenschaften, ARC, Forschungsinstitute, Forschungseinrichtungen, Laboratorien etc. stellen hohe Anforderungen an die Fähigkeiten und Fertigkeiten der Mitarbeiter. Damit gehört diese Branche zu den humankapitalintensivsten aber auch arbeitsintensivsten Branche in der Klasse der wissensintensiven Dienstleistungsbranchen.

### Anwendung 2
Wissensexternalitäten stellen eine weitere Form eines statischen Wissenstransfers dar. Im Unterschied zu marktlichen Beziehungen wird die Wissensweitergabe allerdings weder vertraglich geregelt noch finanziell kompensiert. Wissensexternalitäten können das Ergebnis verschiedener Mechanismen sein.
Beispiele sind der Wissenstransfer durch mobile Arbeitskräfte und persönliche Kontakte (Feldman 2000), das Lesen von Patentschriften oder auch das „Monitoring“ anderer Betriebe (Malmberg und Maskell 2002). Wissensspillovers weisen oft eine starke räumliche Bindung auf (Jaffe 1989, Bottazi und Peri, 2002).